# Laura Natalia Esquivel

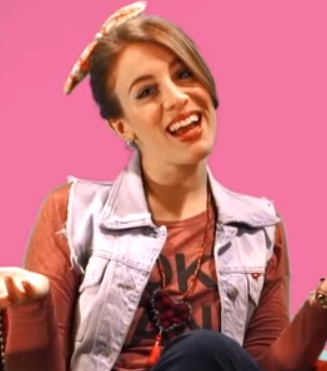
Laura Natalia Esquivel (2017)

Laura Natalia Esquivel (geboren am 18. Mai 1994 in Buenos Aires) ist eine argentinisch-italienische Journalistin, Sängerin und Schauspielerin.

## Leben
Seit ihrer Kindheit singt Esquivel und ist vom Schauspiel begeistert. Bei ihren Auftritten auf Schulveranstaltungen sang sie unter anderem Lieder von Sebastian Mellino und sie sang Toma mi Voz und Sigue tu Destino. 2004 spielte Esquivel im Kindertheater Peter Pan einen verlorenen Zwilling.
Im Alter von 13 Jahren spielte sie die Hauptrolle in der Seifenoper Patito Feo. 2009 startete sie mit dem Musical "Il mondo di Patty" eine zwei Monate lange Tournee durch Italien, Portugal und Spanien. Anschließend setzte sie ihre Tour nach Spanien und Portugal fort. Die CD zum Musical „Patito Feo, la historia más bonita“ wurde nach ihrem Verkaufserfolg 2009 in Spanien mit Platin ausgezeichnet. 2012 spielte sie die Hauptrolle im Film Divina, está en tu corazón.
2010 moderierte sie auf dem Disney Channel Spanien ihre erste eigene Kindersendung, "Hoping for Love". Ebenfalls 2010 präsentierte sie ihr eigenes Magazin, Mundo Teen. Ende März 2011 wurde nach 302 Folgen die Telenovela Patitio Feo eingestellt, womit auch Esquivels Engagement endete. 2012 nahm sie an der Sendung "Ballando con le stelle" teil. Nach vier Jahren in Italien kehrte Esquivel mit dem Musical „Los Locos Addams“ wieder in die argentinische Unterhaltungsbranche zurück. 2013 nahm Esquivel an der ersten Staffel der Reality Show "Tu cara me suena" teil und gewann diese. Gemeinsam mit Jey Mammon nahm sie 2014 auch an der zweiten Staffel teil und belegten den vierten Platz. Vom 14. bis 22. Juli 2017 nahm sie am 47. Festival de Cine de Giffoni Teil. Ab 7. Juli 2017 spielte sie in der TV-Serie "Love, Divina" mit. 2018 trat Esquivel als Jurorin in der Live-Sendung „Cualquiera puede bailar“ auf. 2019 trat sie als Ehefrau von Diego Maradona in Diego Maradona auf. 2019 trat Esquivel im Theaterstück "Gente feliz" auf. Dort arbeitete sie wieder mit Gaston Soffritti zusammen, nachdem sie bereits 2008 in "Patito feo" zusammengearbeitet hatten. In diesem Theaterstück spielten vier Ehepaare aus vier verschiedenen Generationen.

## Privates
Von 2014 bis Oktober 2017 war sie mit José Barrientos zusammen. 2018 wurde auf der Plattform "Coca-Cola For Me" ihr Song "Siento que lo haré”. 2017 sang sie, gemeinsam mit Eva De Dominici eine Coverversion des Song Somos Uno (Komponist: Axel Fernando Witteveen Pardo).
Am internationalen Tag zur Beseitigung von Gewalt gegen Frauen veröffentlichte Esquivel, gemeinsam mit Guillermina Valdés, Soledad Silveyra, und Vivian El Jaber drei Kurzfilme zu dem Thema. Im September 2018 nahm sie an einer Sensibilierungsksmpagne gegen Brustkrebs teil.

## Filmografie

### Theater
- 2015: "Damas y Señores del Musical Argentino", Teatro Gran Rex, Buenos Aires, Argentinien.
- 2014: "Primeras Damas del Musical Argentino", Teatro Gran Rex.
- 2013: "Primeras Damas del Musical Argentino", Teatro Gran Rex.
- 2013: "Los Locos Addams", (als Wednesday Addams)
- 2012: "Giro Giro Tour", DeAgostini, Italien
- 2011: "Patty", (in Athen, Griechenland)
- 2010: "Il Mondo di Patty", (Tour durch 23 italienische Städte)
- 2010: "Patito en Concierto" (Tour durch 7 spanische Städte)
- 2009: "Gira Latinoamericana de Patito Feo" (Uruguay, Paraguay, Mexiko, Costa Rica, Venezuela, Ecuador, Dominikanische Republik und Nicaragua)
- 2009: "Concierto a Beneficio de Fundai", Teatro Maipú, Banfield, Argentinien
- 2009: "Concierto del Coro Kennedy", Argentinien
- 2008: "Gira Latinoamericana de Patito Feo" (Uruguay, Chile, Paraguay, Perú, Kolumbien, México, Panamá, Guatemala, El Salvador)
- 2008: "XXV Aniversario del Coro Kennedy", (Argentinien)
- 2006: "Kidsmatch", (Teatro Enrique Carreras, Argentinien)
- 2004: "Peter Pan", (Teatro Opera, Argentinien)

### Kino
- 2014: "Campaña Concientizacion Violencia de Genero", Córdoba, Argentinien
- 2011: "Maktub", Starbeteiligung und Interpret des Soundtracks, Spanien
- 2010: "Un Paraíso Per Due", Co-Star, indische Produktion, Italien
- 2010 "Natale In Sudáfrica" (dt.: Weihnachten in Südafrika), Co-Star, Aurelio de Laurentiis, Italien

### Fernsehen
Hinweis: Dieser Abschnitt ist nicht vollständig.
- 2021: Maradona: Leben wie ein Traum (Mini-Serie, 21 Folgen)
- 2017: "Divina está en tu corazón", Protagonist, Canal 13, Argentinien
- 2017: "Sin codificar", Telefe, Argentinien
- 2017: "En que mano está", Telefe, Argentinien
- 2017: "Este es el show", Canal 13, Argentinien
- 2017: "Pasapalabra", Canal 13, Argentinien
- 2017: "A todo o nada", Canal 13, Argentinien
- 2017: "Almorzando con Mirtha Legrand", Canal 13, Argentinien
- 2017: "Mejor de noche", Canal 9, Argentinien
- 2017: Divina, está en tu corazón (Fernsehserie, 59 Folgen)
- 2016: "Bailando por un Sueño" Eröffnung der Sendung, Ehrung von Prince und Freddy Mercury, Canal 13, Argentinien
- 2016 "Mejor de noche", Canal 9, Argentinien
- 2016: "Pasapalabra", Canal 13, Argentinien
- 2015: "Tu cara me suena, tercera temporada", Telefé, Endemol, Argentinien
- 2015: "Morfi, todos a la mesa", Telefe, Argentinien
- 2015: "El huevo o la gallina", Telefe, Argentinien
- 2015: "Almorzando con Mirtha Legrand", Canal 13, Argentinien
- 2014: "Tu cara me suena, segunda temporada", Telefé, Endemol, Argentinien
- 2014: "Sin Codificar", Telefe, Argentinien
- 2014: "Gracias Por Venir", Telefe, Argentinien
- 2014: "AM, Antes del Mediodia", Telefe, Argentinien
- 2013: "Tu cara me suena", Telefé, Endemol, Argentinien
- 2013: "AM, Antes del Mediodia", Telefe, Argentinien
- 2012: "La Posta di Laura", Super!, Grupo De Agostini, Italia
- 2012: "Giro Giro Tour", Canale Super!, Grupo DeAgostini, Italien
- 2011: "Io canto", Mediaset, Italien
- 2011: "Axizei na to zeis", Griechenland
- 2011: "Just the 2 of us", Griechenland
- 2010: "Sábado Show", Canal 13, Argentinien
- 2010: "El Hormiguero", Canal 4, Spanien
- 2010: "El Programa de Ana Rosa", Telecinco, Spanien
- 2009: "Canta conmigo Argentinien", Canal 13, Argentinien
- 2009: "Hoy es tu día, Canal 13, Argentinien
- 2009: "De lo nuestro, lo mejor y lo peor", Canal 13, Argentinien
- 2009: "Verissimo", Mediaset, Italien
- 2008: "Patito Feo (2ª temp)", protagonista, Canal 13, Argentinien
- 2007–2008: Un paradiso per due (Fernsehfilm)
- 2007: "Patito Feo", protagonista, Canal 13, Argentinien
- 2006: "Showmatch" de Marcelo Tinelli, Canal 13, Argentinien
- 2005: "Showmatch" de Marcelo Tinelli, Canal 9, Argentinien
- 2005: "Homenaje a Chespirito", Televisa, Méxiko
- 2005: "Sábado Gigante Don Francisco", Univisión, USA
- 2005: "Mañanas Informales de Jorge Guinzburg", Canal 13, Argentinien
- 2005: "Código Fama Internacional", Televisa, México
- 2004: "Minipulsaciones", Canal 13, Argentinien
- 2003: "Mariana De Casa", Canal 13, Argentinien
- 2003: "Guinzburg & Kids", Telefé, Argentinien

#### Jurymitglied in Fernsehserien
- 2017: "Cualquiera puede bailar", America TV, Argentinien
- 2017: "Hoy ganas vos", Canal 9, Argentinien

#### Festivals
- 2017 "Giffoni Film Festival 2017", Giffoni Valle Piana, Italien
- 2014 "Baila Fanta 2014", Argentinien
- 2009 "Telefilm Festival", Milano, Italien
- 2009 "Weihnachtskonzert", Eröffnung des Konzerts, Catania, Italien

### Radio und Fernsehen
Hinweis: Dieser Abschnitt ist nicht vollständig.
- 2017: "Sin codificar", Telefe, Argentinien
- 2017: "En que mano está", Telefe, Argentinien
- 2017: "Este es el show", Canal 13, Argentinien
- 2017: "Pasapalabra", Canal 13, Argentinien
- 2017: "A todo o nada", Canal 13, Argentinien
- 2017: "Almorzando con Mirtha Legrand", Canal 13, Argentinien
- 2017: "Mejor de noche", Canal 9, Argentinien
- 2016 "Mejor de noche", Canal 9, Argentinien
- 2016: "Pasapalabra", Canal 13, Argentinien
- 2015: "Morfi, todos a la mesa", Telefe, Argentinien
- 2015: "El huevo o la gallina", Telefe, Argentinien
- 2015: "Almorzando con Mirtha Legrand", Canal 13, Argentinien
- 2014: "Sin Codificar", Telefe, Argentinien
- 2014: "Gracias Por Venir", Telefe, Argentinien
- 2014: "AM, Antes del Mediodia", Telefe, Argentinien
- 2013: "AM, Antes del Mediodia", Telefe, Argentinien
- 2011: "Io canto", Mediaset, Italien
- 2011: "Axizei na to zeis", Griechenland
- 2011: "Just the 2 of us", Griechenland
- 2010: "Sábado Show", Canal 13, Argentinien
- 2010: "El Hormiguero", Canal 4, Spanien
- 2010: "El Programa de Ana Rosa", Telecinco, Spanien
- 2009: "Canta conmigo Argentinien", Canal 13, Argentinien
- 2009: "Hoy es tu día, Canal 13, Argentinien
- 2009: "De lo nuestro, lo mejor y lo peor", Canal 13, Argentinien
- 2009: "Verissimo", Mediaset, Italien
- 2005: "Homenaje a Chespirito", Televisa, Méxiko
- 2005: "Sábado Gigante Don Francisco", Univisión, USA
- 2005: "Mañanas Informales de Jorge Guinzburg", Canal 13, Argentinien
- 2004: "Minipulsaciones", Canal 13, Argentinien
- 2003: "Mariana De Casa", Canal 13, Argentinien

## Diskografie
- 2018: "Festival Nacional del Automovilismo – Concierto propio", Balcarce, Argentinien
- 2018: "Espacio Clarín – Concierto propio", Mar del Plata, Argentinien
- 2017: "Buque Greenpeace – Concierto propio", Buenos Aires, Argentinien
- 2017: "Homenaje a Queen – Concierto propio", Fundación Huésped, Argentinien
- 2011 "Maktub", (Spielfilm, Soundtrack-Darsteller), Spanien
- 2010: "Mundo Teen", Utilisima, Fox. (Co-Darsteller)
- 2008: "Patito Feo Cd3" (Dreifach-Platin und meistverkauftes Album 2008 in Argentinien)
- 2008: "Patito Feo Cd4" (Fan Edition)
- 2007: "Patito Feo Cd1" (Vierfach-Platin und meistverkauftes Album des Jahres 2007 in Argentinien)
- 2007: "Patito Feo Cd2" (Dreifach-Platin)
- 2004: "Peter Pan" (Showgirl-Soundtrack)

### Gemeinsam mit Kandidaten
- 2017: "Castle on the hill" (mit Tomas Mandel)
- 2017 "Somos uno" (mit Eva de Dominica)

Quelle: 

## Auszeichnungen
- 2014: Gewinnerin der Reality-Show "Tu cara me suena", produziert von Endemol, ausgestrahlt am Sender Telefe, Argentinien
- 2013: Premio Hugo (als New-Comer) beim Comedia Musical
- 2007: Premio Clarín (nominiert als New-Comer), Argentinien
- 2007: Martin Fierro, nominiert als Neueinsteigerin, Argentinien
- 2007: Premios Gardel a la Música, (CD von Patito Feo) ausgezeichnet als beste Diskographie für Kinder
- 2005: Auszeichnung als Newcomerin beim Festival Nacional de Canto, Villa María, Argentinien

Quelle: 